# میرقسمت موسوی‌اصل
میرقسمت موسوی‌اصل(۱۳۴۰ گرمی) نمایندهٔ دورهٔ نهم مجلس شورای اسلامی و عضو کمیسیون آموزش و تحقیقات مجلس شورای اسلامی از حوزهٔ انتخابیهٔ گرمی در استان اردبیل است.
میر قسمت موسوی اصل فرزند میر حیدر در سال ۱۳۴۰ در یک خانواده مذهبی و سادات در روستای قره یتاق از توابع شهرستان مغان (گرمی) متولد شد. دوران تحصیلات ابتدایی را در روستاهای همجوار گذراند و در سال ۱۳۵۵ جهت تحصیل علوم دینی وارد حوزه علمیه اردبیل شد.
پس از گذراندن دوره مقدماتی و بخشی از دوره متوسطه (به مدت سه سال) در سال ۱۳۵۸ عازم حوزه علمیه قم شد و بعد از یک سال جزء طلاب رسمی مدرسه علمیه فیضیه دورهٔ عالی سطح را در مدرسه فیضیه نزد پایانی، فاضل لنکرانی و صالحی مازندرانی ادامه داد. همزمان از آموزش عالی حوزه مدرک لیسانس دریافت کرد و در حین تحصیل در دوران جنگ به عنوان عضو بسیج طلاب در جبهه‌ حضور یافت.
در سال ۱۳۶۸ همزمان با تصدی مسئولیت عقیدتی سیاسی شهربانی گرمی از سوی شورای مرکزی سیاست گذاری ائمه جمعه به سمت امام جمعه شهرستان گرمی منصوب شد و به مدت ۶ سال مسئولیت امورات عبادی و سیاسی – فرهنگی این شهرستان را عهده‌دار شد که در این هنگام در امر تأسیس حوزه علمیه ولی‌عصر و دانشگاه پیام نور نقش داشتند و از سال ۱۳۷۶ تا ۱۳۷۹ به مدت سه سال مجدداً از سوی شورای مرکزی سیاستگذاری ائمه جمعه به سمت امام جمعه شهرستان نمین منصوب شد. در دوره ششم مجلس شورای اسلامی نماینده مردم شهرستان مغان انتخاب شد و در زمان نمایندگی مجلس، در گروه دوستی پارلمانی (ایران – ایتالیا) و (ایران – تاجیکستان) و عضو کمیسیون فرهنگی و عضو کمیتهٔ ایرانگردی و جهانگردی در فراکسیون اقلیت مجلس موسوم به «پیروان خط امام و رهبری» مجلس شورای اسلامی فعالیت نمود و بعد از دوران نمایندگی مجلس ششم به عنوان مشاور عالی سازمان حج و اوقاف و امور خیریه و مشاور معاون حقوقی وزیر فرهنگ و ارشاد اسلامی مشغول به کار شد و در حین اشتغال در وزارت فرهنگ و ارشاد اسلامی به عنوان جانشین عقیدتی سیاسی فرماندهی مراکز آموزشی ناجا و جانشین عقیدتی فرماندهی نیروی انتظامی استان تهران منصوب شد.
وی ضمن عضویت در جامعه روحانیت مبارز تهران به عنوان مسئول دفتر نهاد نمایندگی سید علی خامنه‌ای در دانشگاه آزاد واحد تهران و استاد معارف در دانشگاه‌ها فعالیت می‌کند. وی در انتخابات مجلس نهم با اخذ آراء نماینده مردم شهرستان مغان در مجلس شورای اسلامی بود.